# Abenberger Wald
Abenberger Wald är ett kommunfritt område och ett distrikt i Mittelfranken, Landkreis Roth i förbundslandet Bayern i Tyskland.
Den 3,16 km² stora skogen ligger på en höjdrygg som sträcker sig i öst-västlig riktning mellan staden Abenberg i nordnordväst, byn Kleinabenberg i norr, byn Asbach av Büchenbach i öster, kyrkbyn Mäbenberg i Georgensgmünd i öst-sydost och byn Untersteinbach ob Gmünd i söder och kyrkbyn Obersteinbach ob Gmünd, som i sin tur hör till Abenberg, i sydväst. Området är helt och hållet skogbevuxet och endast tillgängligt via skogsbilvägar. Den högsta höjden är åsen Klosterberg. Strax utanför området rinner bäcken Listenbach österut till Aurach (Rednitz), och Steinbach i sydostlig riktning till Fränkische Rezat.